# IC 4840
IC 4840 — галактика типу SB0-a (компактна витягнута галактика) у сузір'ї Телескоп.
Цей об'єкт міститься в оригінальній редакції індексного каталогу.